# Ochropleura pallida
Ochropleura pallida là một loài bướm đêm trong họ Noctuidae.